# Hieracium melamphaes
Hieracium melamphaes es una especie de planta con flor del género Hieracium, de la familia Asteraceae, orden Asterales.

## Distribución
Hieracium melamphaes se distribuye por Noruega.

## Taxonomía
Fue descrita científicamente por Omang.